# Kazys Starkevičius
Kazys Starkevičius (ur. 23 lipca 1956 w m. Rokai w rejonie kowieńskim) – litewski polityk i samorządowiec, poseł na Sejm Republiki Litewskiej, w latach 2008–2012 i w 2024 minister rolnictwa.

## Życiorys
Ukończył na Uniwersytecie Wileńskim w 1979 studia historyczne ze specjalizacją w zakresie bibliologii, a w 1989 został absolwentem prawa.
Od 1979 pracował w filii litewskiego instytutu informacji naukowej i technicznej w Kownie. W latach 1982–1990 był inspektorem, a następnie kierownikiem wydziału ogólnego w miejskim i rejonowym komitecie wykonawczym w Kownie. Po odzyskaniu przez Litwę niepodległości pełnił kierownicze funkcje w samorządzie miejskim Kowna: do 1995 kierował wydziałem ogólnym, następnie wydziałem prawnym, a w latach 1995–1997 zajmował stanowisko dyrektora administracyjnego.
W latach 1997–2000 sprawował urząd wojewody okręgu kowieńskiego. W 2000, 2002 i 2007 uzyskiwał mandat radnego Kowna. Dwukrotnie (w okresach 2000–2001 i 2003–2004) był pierwszym zastępcą burmistrza tego miasta.
W wyborach w 2004 został wybrany do Sejmu Republiki Litewskiej z ramienia Związku Ojczyzny, do którego wstąpił w 1996. Cztery lata później odnowił mandat, pokonując w swoim okręgu w drugiej turze kandydatkę socjaldemokratów. W koalicyjnym rządzie Andriusa Kubiliusa w grudniu tego samego roku objął funkcję ministra rolnictwa.
W 2012 po raz kolejny został wybrany do Sejmu. W grudniu tego samego roku zakończył urzędowanie na stanowisku rządowym. W 2016 i 2020 utrzymywał mandat poselski na kolejne kadencje.
W sierpniu 2024 ponownie został ministrem rolnictwa, dołączając do rządu Ingridy Šimonytė. W wyborach w tym samym roku utrzymał mandat posła na kolejną kadencję. Stanowisko ministra zajmował do grudnia 2024, kończąc urzędowanie wraz z całym gabinetem.